# Oswaldella shetlandica
Oswaldella shetlandica är en nässeldjursart som beskrevs av Stepan'yants 1979. Oswaldella shetlandica ingår i släktet Oswaldella och familjen Kirchenpaueriidae.
Artens utbredningsområde är Södra Ishavet. Inga underarter finns listade i Catalogue of Life.